# 사이버포트

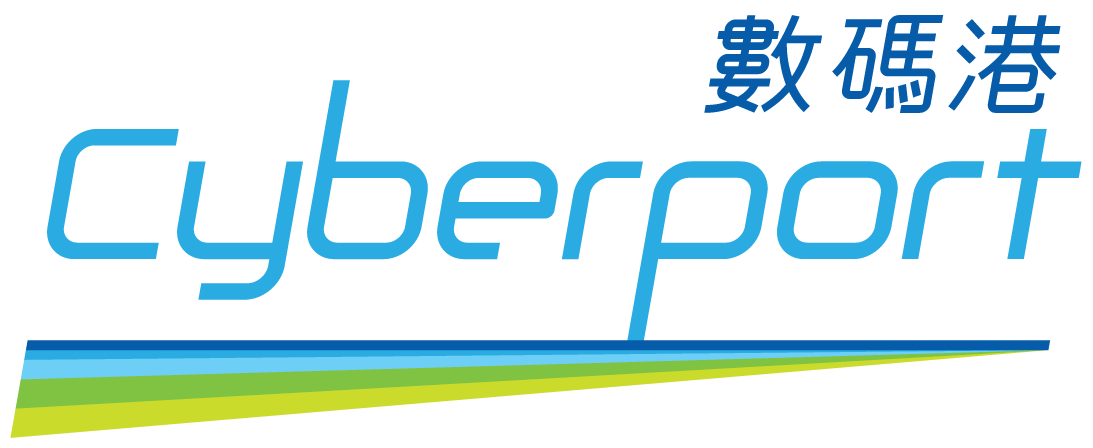

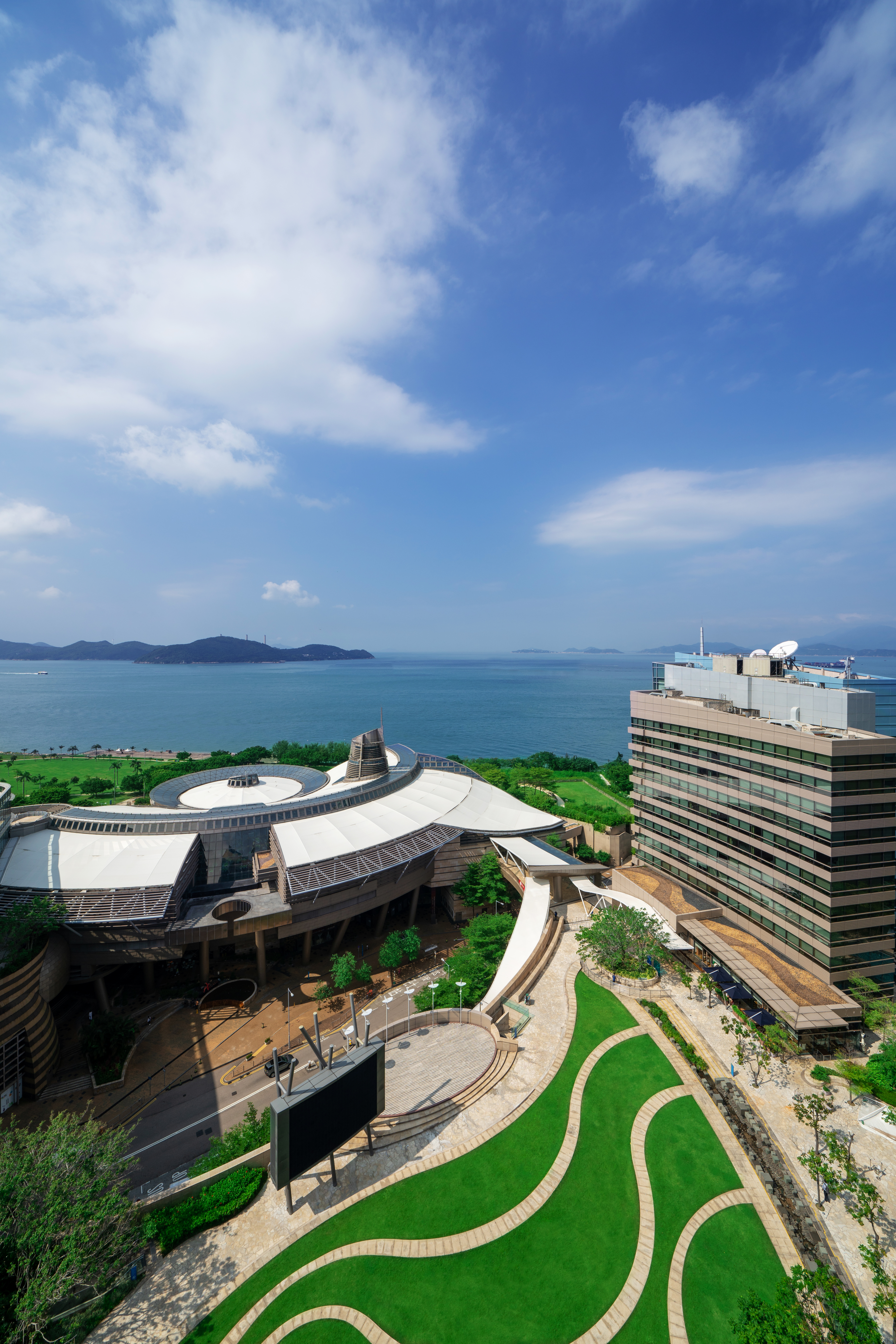

사이버포트(Cyberport)는 홍콩 남구의 비즈니스 파크이다. 4동의 사무건물, 호텔 1곳, 리테일 엔터테인먼트 단지 1곳으로 구성되어 있다. 1,650곳이 넘는 디지털 및 기술 기업들이 있어서 자칭 디지털 기술 커뮤니티를 표방하며 마이크로소프트, 레노버, 중안보험 등의 기 설립된 기업들, 그리고 고고반, 클룩, 슬리플로, GRWTH, 보우티 등 홍콩에서 성장 중인 기업들이 포진하고 있다. 사이버포트는 홍콩 사이버포트 매니지먼트 컴퍼니 리미티드가 관리하고 있으며 전적으로 홍콩 특별행정구 정부 소유이다.
2004년 운영을 기점으로, 사이버포트는 핀테크, 스마트 리빙, 디지털 엔터테인먼트와 e스포츠, AI, 빅 데이터, 블록체인, 사이버보안에 집중한다.

## 갤러리

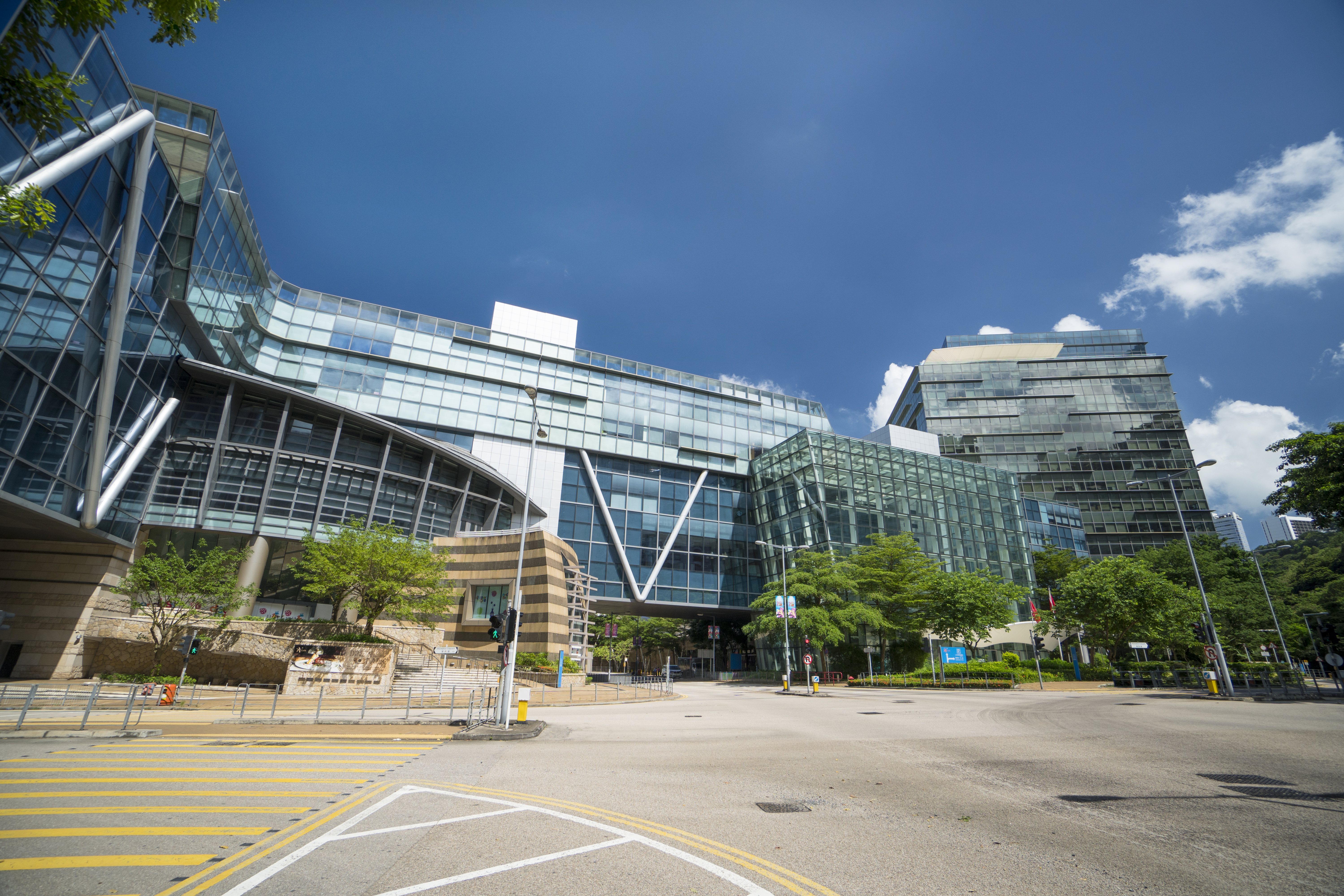
입구
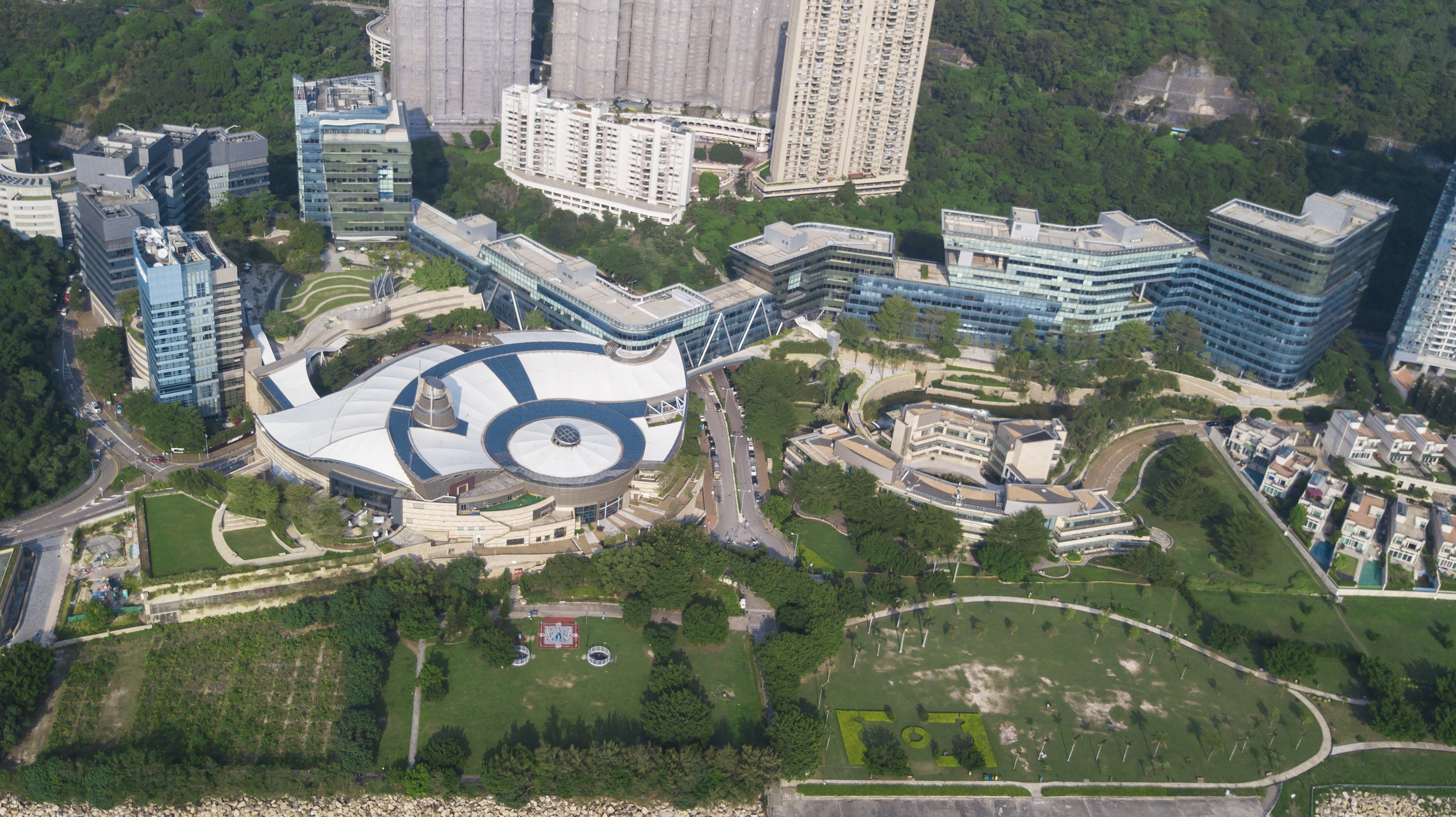
항공 뷰
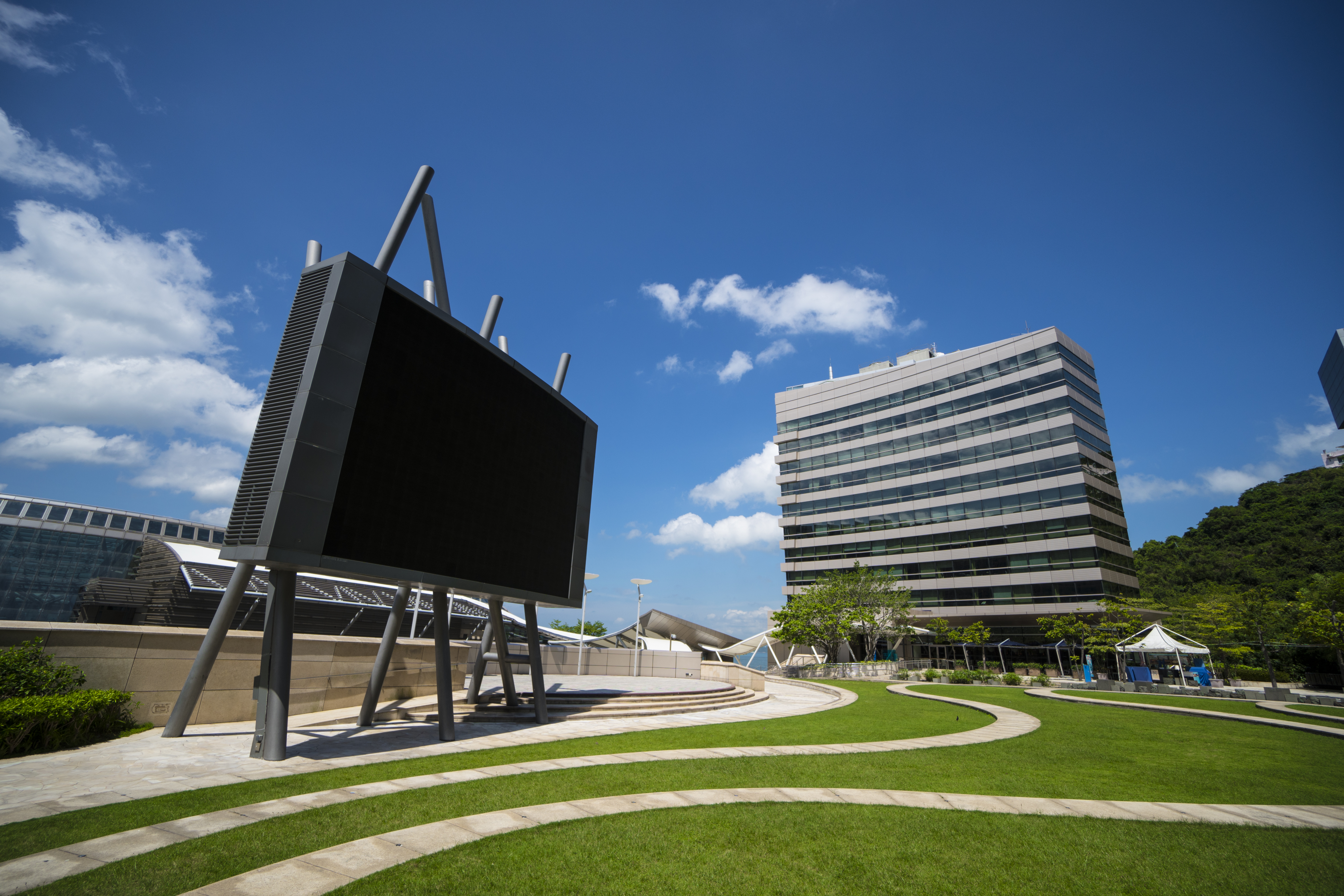
사이버포트 2
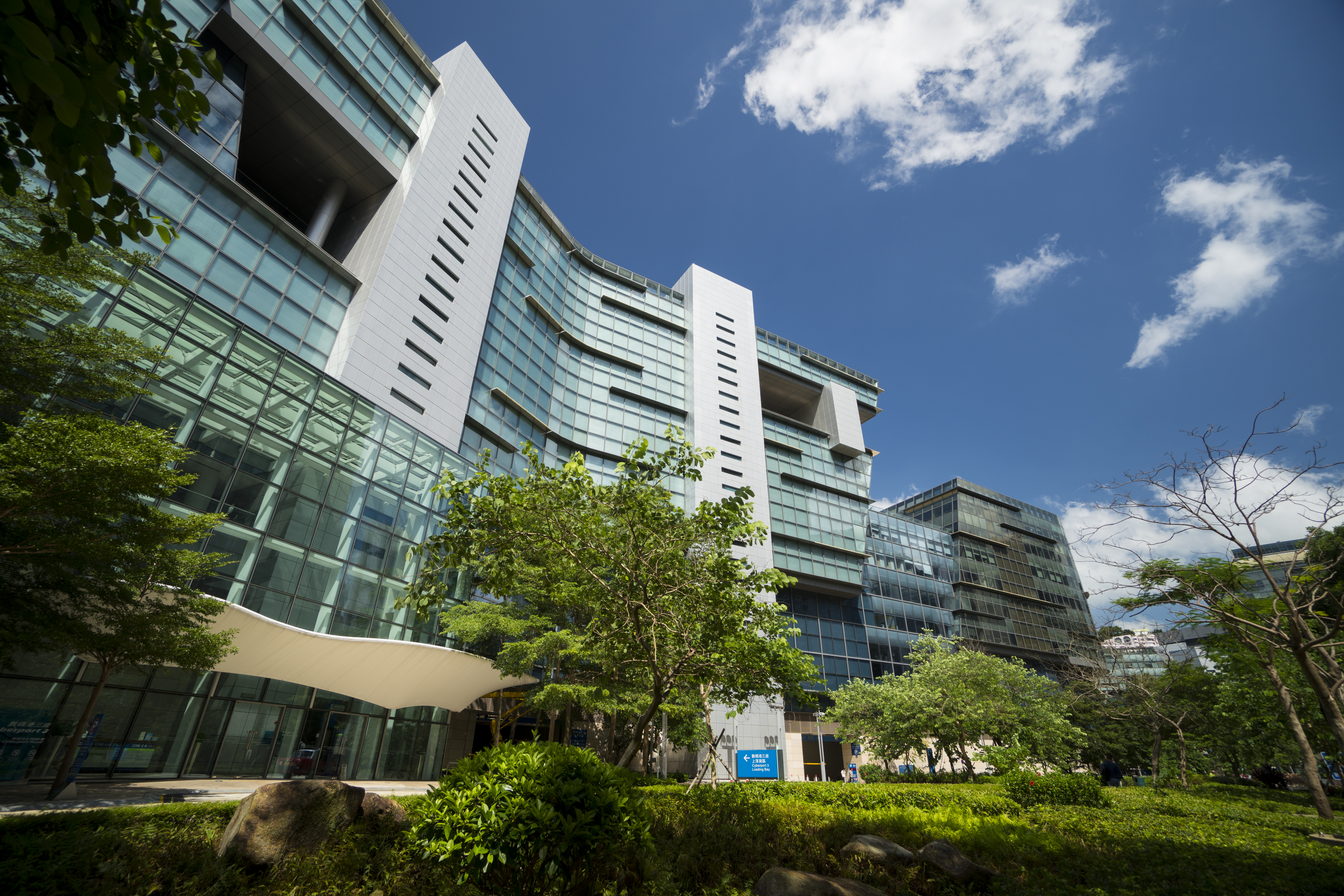
사이버포트 3
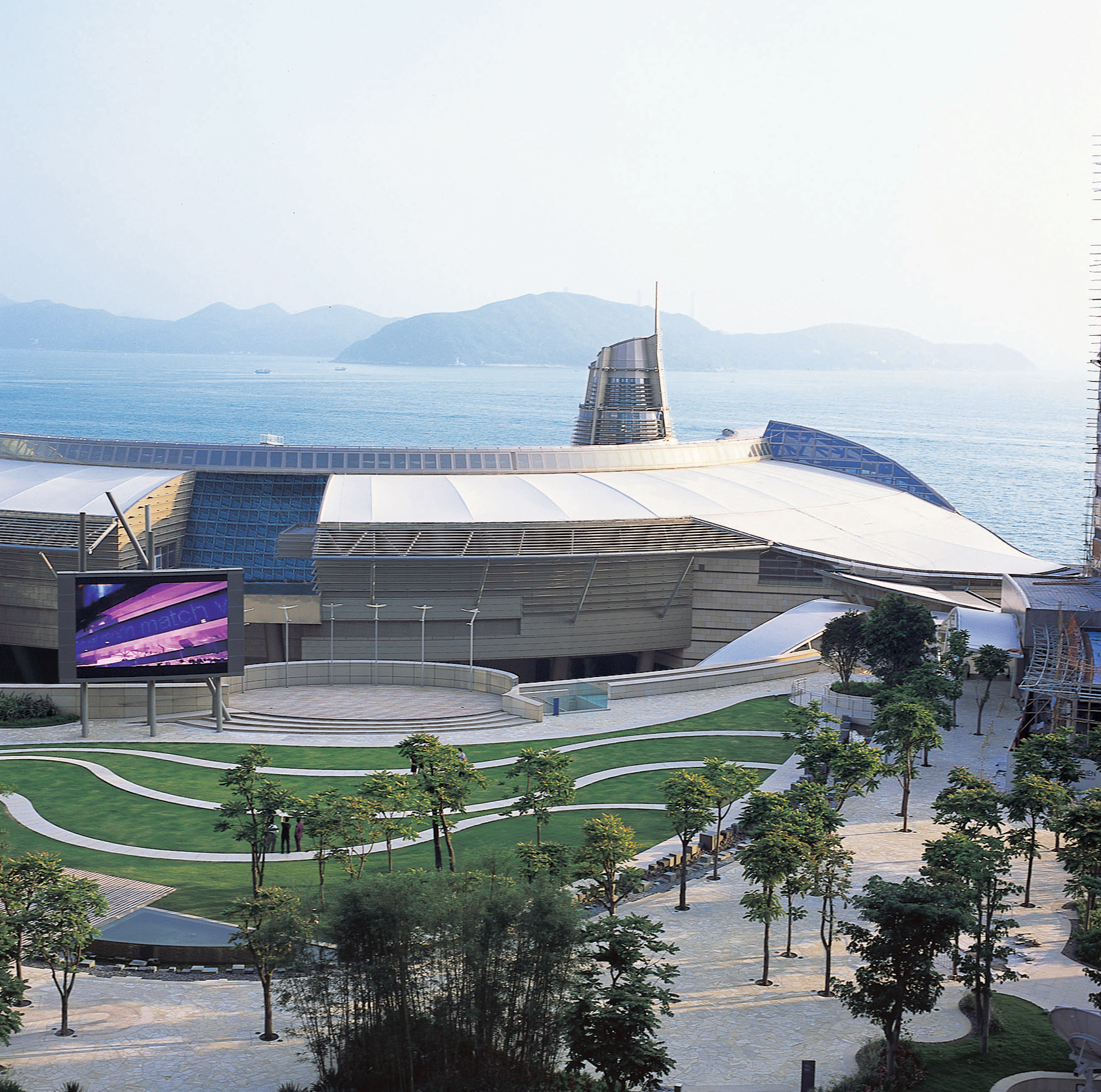
아케이드
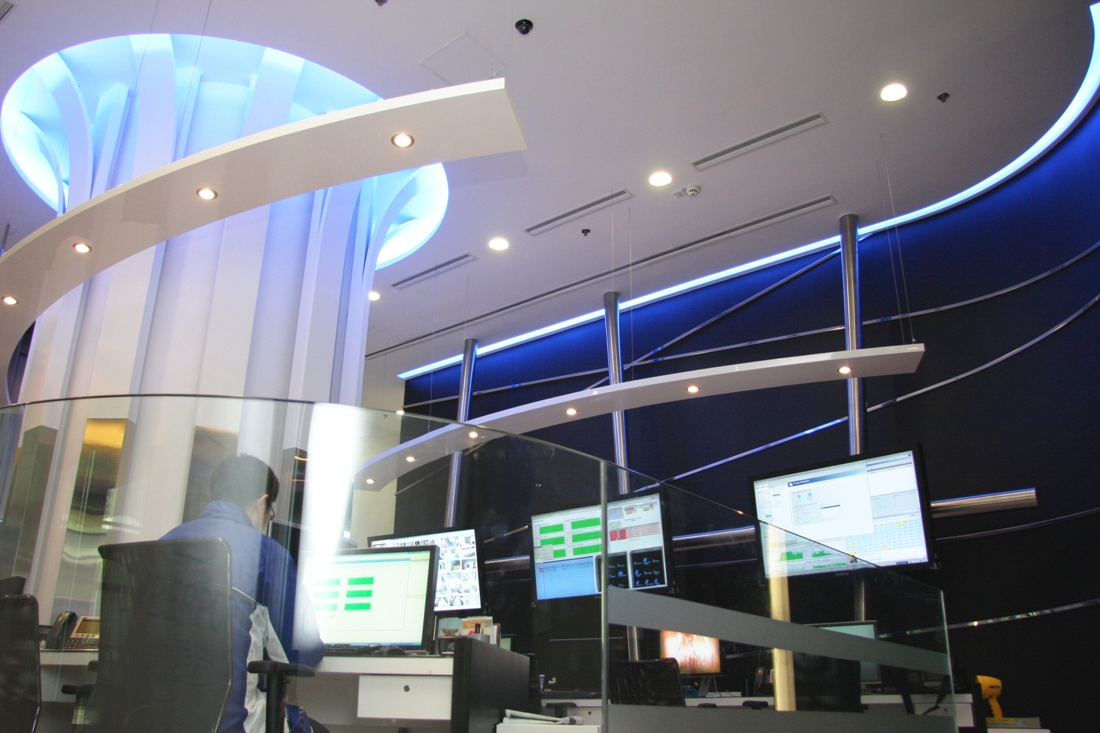
사이버포트의 네트워크 운영 센터

## 같이 보기
- 욜라 (기업): 사이버포트에 위치한 R&D 센터
- 세일피시 얼라이언스